# 楚雄安息香
楚雄安息香（学名：Styrax limprichtii）为安息香科安息香属下的一个种。

## 扩展阅读
- 維基物種上的相關：楚雄安息香